# Сент-Джозеф (Теннессі)
Сент-Джозеф (англ. Saint Joseph) — місто (англ. city) в США, в окрузі Лоуренс штату Теннессі. Населення — 790 осіб (2020).

## Географія
Сент-Джозеф розташований за координатами 35°1′57″ пн. ш. 87°30′6″ зх. д. / 35.03250° пн. ш. 87.50167° зх. д. (35.032561, -87.501603).  За даними Бюро перепису населення США в 2010 році місто мало площу 9,10 км², уся площа — суходіл. В 2017 році площа становила 9,75 км², уся площа — суходіл.

## Демографія
Згідно з переписом 2010 року, у місті мешкали 782 особи в 344 домогосподарствах у складі 226 родин. Густота населення становила 86 осіб/км².  Було 401 помешкання (44/км²).
Расовий склад населення:
| - 97,7 % — білих - 0,6 % — корінних американців - 0,4 % — чорних або афроамериканців - 0,3 % — азіатів |

До двох чи більше рас належало 0,9 %. Частка іспаномовних становила 1,9 % від усіх жителів.
За віковим діапазоном населення розподілялося таким чином: 19,2 % — особи молодші 18 років, 60,9 % — особи у віці 18—64 років, 19,9 % — особи у віці 65 років та старші. Медіана віку мешканця становила 46,3 року. На 100 осіб жіночої статі у місті припадало 99,0 чоловіків;  на 100 жінок у віці від 18 років та старших — 95,7 чоловіків також старших 18 років.
Середній дохід на одне домашнє господарство  становив 46 332 долари США (медіана — 39 808), а середній дохід на одну сім'ю — 56 600 доларів (медіана — 56 429). За межею бідності перебувало 14,7 % осіб, у тому числі 6,8 % дітей у віці до 18 років та 19,4 % осіб у віці 65 років та старших.
Цивільне працевлаштоване населення становило 434 особи. Основні галузі зайнятості: освіта, охорона здоров'я та соціальна допомога — 34,1 %, виробництво — 18,7 %, роздрібна торгівля — 11,5 %, будівництво — 11,3 %.